# ロング・バージョン
「ロング・バージョン」は、稲垣潤一の楽曲。自身の6作目のシングルとして、EXPRESSからシングル・レコードで1983年11月1日に発売された。

## 解説
3枚目のアルバム『J.I.』リリース後であったにも拘わらずヨコハマタイヤ「ASPEC」CMソングのタイアップが付いたこともあり2枚目のアルバム『Shylights』からシングル・カット。作詞の湯川れい子が、本来はある女性歌手（＝非公表）へ提供を予定していたが、それを取りやめ稲垣のアルバム収録曲とした経緯もありそれがシングル化という形で日の目を見る形になったと話している。シングルカットではあるがアルバム（『Shylights』）バージョンとはボーカルが異なる。相違点の一例として、歌い出しの歌詞「約束しないと責めて」の「約束」と「しない」の間が、シングル・バージョンでは滑らからに繋がるように歌われるが、アルバム・バージョンでは区切るように歌われている）。また伴奏もリミックスされており、シングル・バージョンのイントロはハイハット音から始まるがアルバム・バージョンはハイハット音がなくキーボードとベース音から始まる。EXPRESSレーベルからの最後のシングル。

## タイアップ
ヨコハマタイヤ「ASPEC」CMソング。
内容はレーシングドライバーのポール・フレールがアウディ・クワトロでラリー・モンテカルロのコースを疾走するもの。

## 収録曲
1. ロング・バージョン（作詞：湯川れい子、作曲：安部恭弘、編曲：井上鑑）
2. 夏の行方（作詞：秋元康、作曲：松尾一彦、編曲：井上鑑）

## カバー
安部恭弘 - 1986年発売シングル「SHŌ-NEN」のカップリング曲としてセルフカバー。1994年発売アルバム『PASSAGE』でも異なるアレンジでセルフカバー。
麻倉未稀 - 1991年のアルバム『Sincerely Yours』でカバー。
桃井かおり - 1993年のアルバム『More Standard』でカバー。
五十嵐はるみ - 2001年のアルバム『A Song For You』で英語詞にてカバー。
松崎しげる - 2015年のアルバム『私の歌〜リスペクト〜』でカバー。

## 逸話
本作が発売された当時、ロンから始まることによりタイトルを「ロンパールーム」と勘違いする人が居り「稲垣さん、今度のシングルは子供番組向けですか?」などと訊かれたことがあって苦笑したと後日談として稲垣が述べている。